# Histoire des Pyrénées-Atlantiques

Blason des Pyrénées-Atlantiques

Le département des Basses-Pyrénées a été créé à la Révolution française, le 4 mars 1790, en application de la loi du 22 décembre 1789, à partir du Béarn, des trois provinces basques (Labourd, Basse-Navarre et Soule), auxquelles on peut ajouter les villes de Bayonne et de Bidache et une vingtaine de communes gasconnes (Soubestre).
Les Basses-Pyrénées prirent le nom de Pyrénées-Atlantiques le 10 octobre 1969.

## Histoire du Béarn
Nous développerons ici la partie de l'histoire du Béarn distincte du pays voisin le Pays basque français.

### Avant Rome
Jules César, dans ses Commentaires sur la Guerre des Gaules, remarque que ce qu'il cartographie lui-même sous le terme de « Gaule aquitaine », est composé de peuples aux us & coutumes plus proches des Ibères que des Celtes (au Nord : Gaulois et Belges, respectivement répartis dans ce qu'il nomme « Gaule celtique » — grosso modo future Gaule lyonnaise — et Gaule belgique ; sans parler au Sud des Celtes d'Ibérie — Bérons, Vaccéens... — ainsi que des Celtibères).
Il pourrait s'agir d'Ibères résiduels, voire en partie réfugiés, à la suite de la conquête romaine de la péninsule Ibérique sous le coup des guerres puniques. Car on sait que l'aire aquitaine, aquitanique, aquitanienne ou encore vasconique, correspond à une région où l'on parle alors des langues proto-basques : c'est probablement une seule et même variété de langues, que parlent les peuples recensés par Rome.
S'ils conservèrent leurs parlers malgré la romanisation, c'est parce qu'une partie d'entre eux s'allie avec l'Urbs pendant la guerre des Gaules. Naturellement, entourés des Celtes gaulois, des Celtes d'Ibérie et des Celtibères, ils en connaissent des influences au moins matérielles et techniques.

### Reflux des langues vasconiques
Bien que les Wisigoths ne purent jamais dominer le territoire de l'actuel pays basque, c'est durant cette première féodalité que refluèrent les parlers proto-basques de l'ensemble de la Vasconie, sous le coup des guerres avec les Francs puis des Maures,,.

### Naissance du Béarn
Le Béarn a plus de mille ans d’existence ; c'est une formation féodale. Il se constitue au IXe siècle dans le cadre du duché de Gascogne.
Ses premiers vicomtes étaient nommés Centulle suivis par les Gaston.
Le Béarn est alors inclus dans les frontières originelles données au royaume de France par le Traité de Verdun en 843.

### Extension
Le Béarn s'étend progressivement, il pratique une politique de conquêtes.

Vicomtes de Béarn : d'or aux deux vaches de gueules, accornées, colletées et clarinées d'azur, passant l'une sur l'autre

L'un des premiers, Gaston IV le Croisé eut un rôle important pour la future souveraineté du Béarn : il participe à la Première Croisade au Proche-Orient, puis il aide les Aragonais à repousser les Arabes. Par ses convictions religieuses et grâce aux fortunes amassées, il constitue le réseau des chemins de Compostelle qui sillonnent le Béarn, et construit hôpitaux et édifices religieux.
Gaston IV de Béarn, par son mariage, gagne le Montanerès, à l'exception de cinq paroisses. Par la guerre, il réunit à sa souveraineté le Pays de Mixe et d'Ostabat.
Le vicomte de Béarn Gaston VII le Grand émet des prétentions sur la Bigorre, au nom de sa femme. En 1256 un arbitrage du Comte de Foix l'en déboute. Il meurt en 1290, il ne laisse que des filles ; il s'ensuit l'union de la vicomté au comté de Foix sous Gaston Ier de Foix, son gendre. De cette succession, résulte une querelle, entre les maisons de Foix-Béarn et d'Armagnac.

### Indépendance

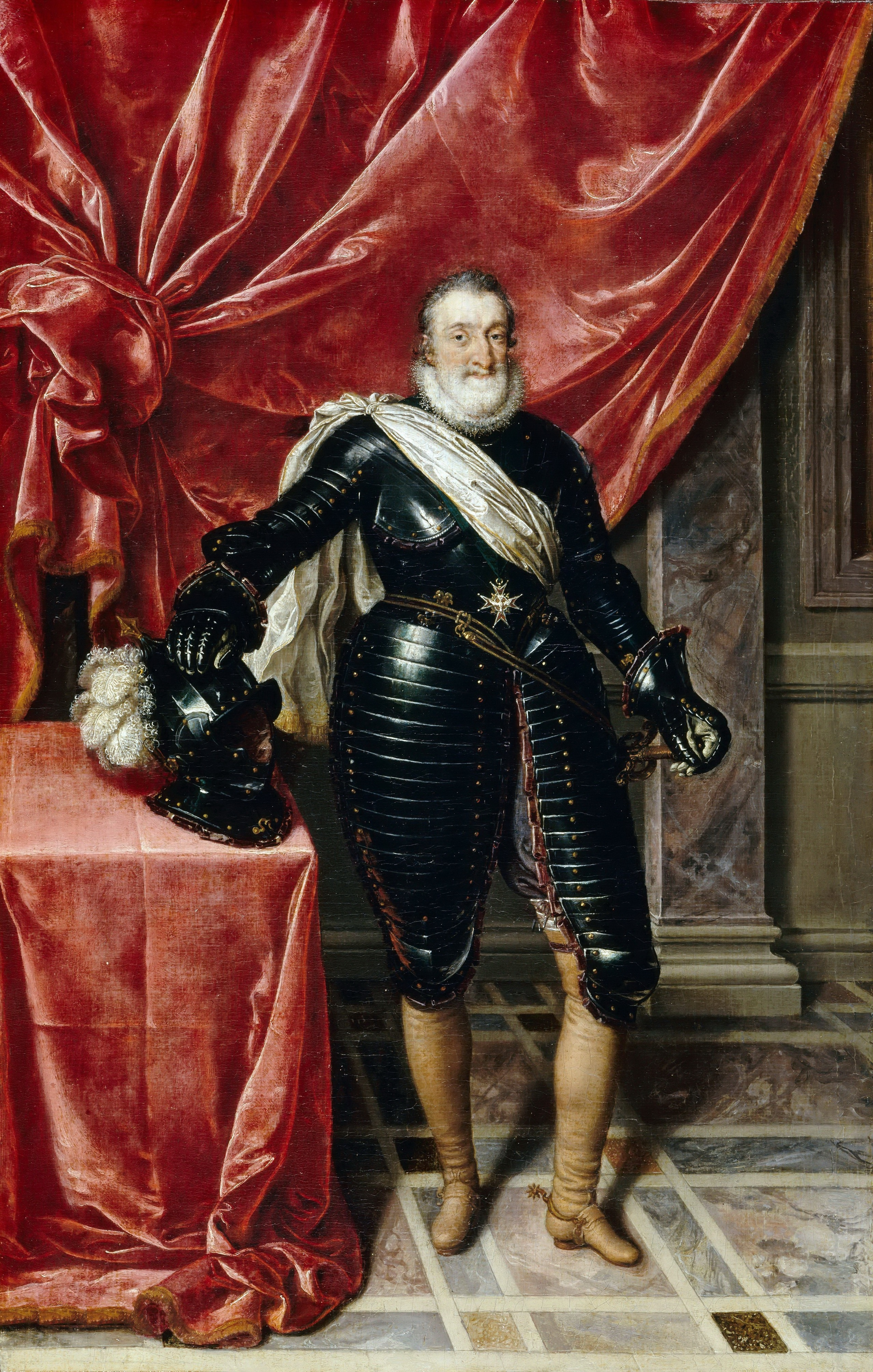
Henri IV par Frans Pourbus le jeune.

L'appartenance effective du Béarn au royaume de France a longtemps été controversée. Lorsque le Béarn appartenait aux comtes de Foix, le comte Gaston Fébus prête au roi l'hommage pour son comté de Foix, mais le refuse pour le Béarn qu'il affirme détenir en propre. Plus tard, la province se trouve dans le patrimoine des rois de Navarre, et cette appartenance à des souverains étrangers (quoiqu’issus de la dynastie capétienne), même si elle n'est pas incompatible avec le caractère français de la province, contribue au doute.
Finalement, le Béarn échoit à Henri IV par héritage maternel (en même temps qu'un royaume de Navarre tout théorique, puisque presque entièrement annexé par l'Espagne). Après son accession au trône de France, Henri IV cède à l'insistante demande du Parlement et réunit ses domaines patrimoniaux à la couronne (Vendômois, Rouergue, Périgord), conformément à la tradition qui veut que le roi de France n'ait pas de domaine personnel. Néanmoins, la Souveraineté de Béarn et la Basse-Navarre conserveront leur statut de pays souverain.

### Louis XIII incorpore le Béarn à la Couronne de France
Ce n'est qu'en 1620 que Louis XIII rattachera le Béarn à la couronne de France par l'Édit d'Octobre 1620 : Édit de Louis XIII de glorieuse mémoire du mois d'octobre 1620 par lequel il a uny le Royaume de Navarre et la souveraineté de Béarn à la couronne de France, avec réserve expresse de leurs fors droits franchises et immunités qui seront inviolablement gardés et observés. Les actes juridiques continuent ainsi d'y être rédigés en béarnais (variété de gascon) jusqu'à la Révolution française.

## 1790: les«Basses-Pyrénées»
À l'Assemblée nationale constituante, les deux frères Dominique et Dominique Joseph Garat tenaient beaucoup à ce que la Navarre, province qui les avait vus naître, gardât son nom et « sa nationalité, son caractère particulier », et lors du débat (février 1790) sur la division en départements, « l'amour du pays » les porta à combattre vivement le décret « qui allait réunir en un seul département (Basses-Pyrénées) le Béarn, la Navarre et le pays de Labourd, » : 

« Je réclame, dit Dominique Garat, contre l'avis du comité [de constitution]. Ma réclamation n'intéresse que des peuples pauvres et peu nombreux ; mais n'ont ils pas, par là même, des droits plus sacrés à votre justice éclairée ? La différence des langues est un obstacle insurmontable. L'assemblage qu'on vous propose est physiquement et moralement impossible. Réunissez des hommes dont les uns parlent une langue, les autres une autre : ce que voulez-vous qu'ils se disent ? Ils finiront par se séparer, comme les hommes de la tour de Babel... Les Béarnais et les Basques ont le même évêque. Mais, de tous les administrateurs, ceux qui voient le moins en détail sont les évêques. Les deux pays ont le même parlement[Lequel ?]. C'était un vice de l'ancien ordre judiciaire, et vous ne le consacrerez pas. Je ne sais si quand un peuple a conservé pendant des siècles un caractère excellent et des mœurs patriarcales, il peut être bon, et en morale et en politique, de le mêler avec des peuples policés. »

 Garat aîné réclamait ; Garat jeune alla plus loin encore : il protesta et se fit rappeler à l'ordre.
De 1791 à 1793, les 6 districts (Pau, Oloron, Orthez, Mauléon, Saint-Palais et Ustaritz) du département des Basses-Pyrénées fournirent 10 bataillons de volontaires nationaux.

## XIXesiècle

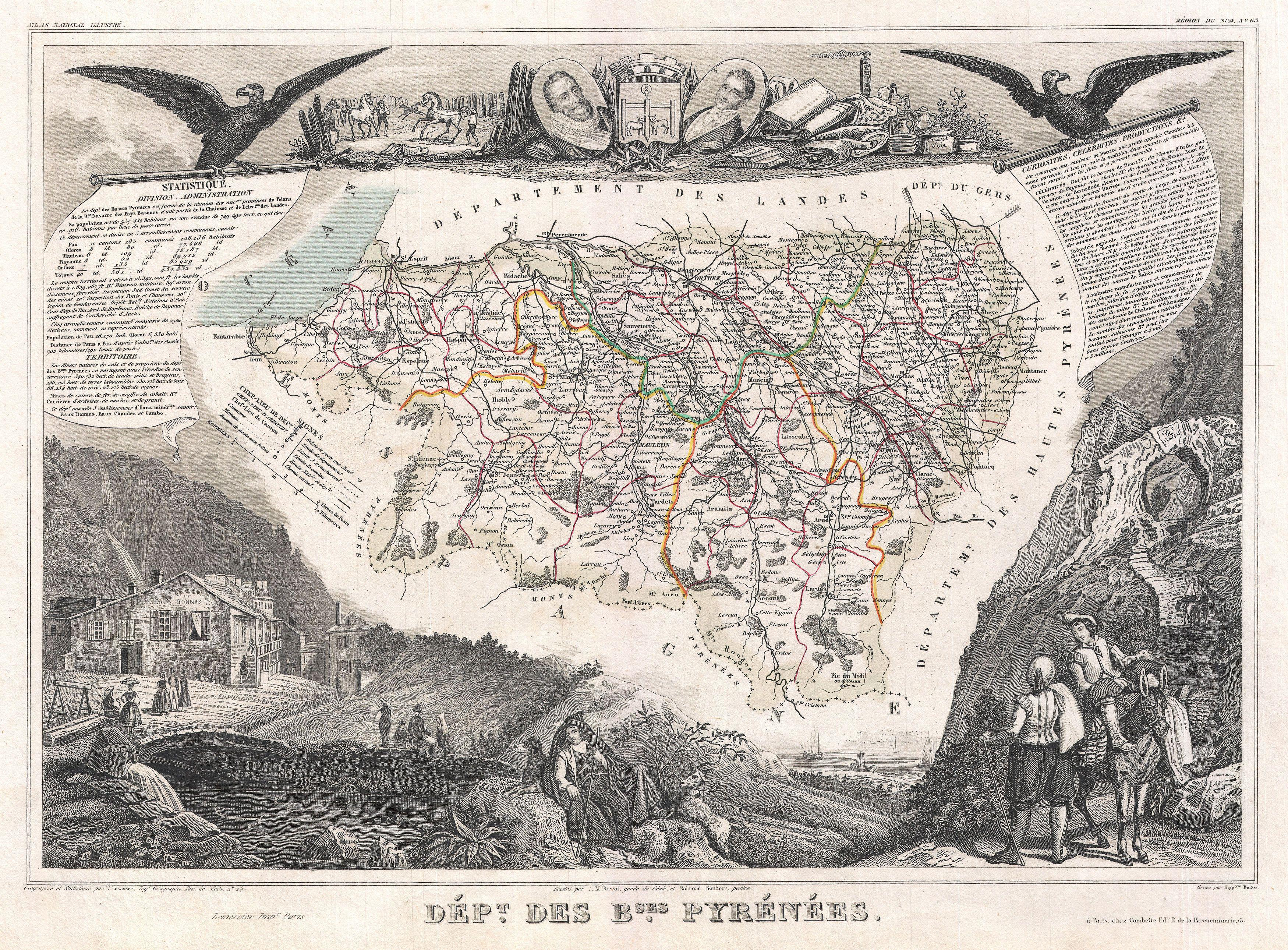
Carte du département dressée en 1852 par Victor Levasseur.

Les armées anglo-portugaises du duc de Wellington (1814 : Wellington défont Soult à la bataille d'Orthez), passent dans le Sud-Ouest.
Ce séjour plaît aux riches Anglais : Pau devient une station de villégiature hivernale.
Pau est une « ville anglaise » : développement des activités de sport et de loisirs non connus. Sports équestres, pyrénéisme et, en 1856 le premier golf du continent sont l'héritage de la présence britannique et préfigurent l'activité en essor : l'activité touristique.
Entre 1854 et 1870, au cours de fréquents séjours dans la région, Napoléon III et l'impératrice Eugénie découvrent les charmes pyrénéens : Biarritz, les Eaux-Bonnes. Avec eux, la haute société parisienne génère le tourisme de station, le thermalisme et le retour à la nature.

## XXesiècle
À la fin de la Seconde Guerre mondiale, les FFI du département comptent 4092 membres.
Le département prend le nom de Pyrénées-Atlantiques par décret du 10 octobre 1969.

## Pour approfondir